# أنجيلا كارتر
أنجيلا أوليف بيرس (كارتر سابقًا، ستوكر قبل الزواج؛ 7 مايو 1940 - 16 فبراير 1992)، والتي نشرت تحت اسم أنجيلا كارتر (بالإنجليزية: Angela Carter) ولدت في (7 مايو 1940) و توفيت في (16 فبراير 1992) روائية وصحفية إنجليزية عُرفت بمواضيعها النسوية والواقعية السحرية والشطارية. في سنة 2008 وضعتها صحيفة التايمز في المرتبة العاشرة في القائمة التي تضم أعظم 50 شخصية من الكتاب البريطانيين منذ سنة 1945.
وفي سنة 2012 تم اختيار «ليالي السيرك» كأفضل عمل حائز على «جائزة جيمس تيت بلاك التذكارية».

## روابط خارجية
- أنجيلا كارتر على موقع IMDb (الإنجليزية)
- أنجيلا كارتر على موقع الموسوعة البريطانية (الإنجليزية)
- أنجيلا كارتر على موقع مونزينجر (الألمانية)
- أنجيلا كارتر على موقع ميوزك برينز (الإنجليزية)
- أنجيلا كارتر على موقع إن إن دي بي (الإنجليزية)
- أنجيلا كارتر على موقع ديسكوغز (الإنجليزية)
- أنجيلا كارتر على موقع قاعدة بيانات الفيلم (الإنجليزية)